# Gabriella Håkansson
Elvira Pia Gabriella Håkansson, född 21 februari 1968, är en svensk författare, essäist och litteraturkritiker bosatt i Malmö. Hennes romaner har översatts till tyska, nederländska, tjeckiska, danska och norska.

## Trilogin om Aldermanns arvinge
År 2013 utkom Håkansson med Aldermanns arvinge, första delen i en kritikerrosad historisk romantrilogi som utspelar sig i London under tidigt 1800-tal. Andra delen, Kättarnas tempel, kom i september 2014. Avslutningen, Nya Londinium, planerades först komma ut 2015, men har ännu inte givits ut.

## Bakgrund
Gabriella Håkansson debuterade med romanen Operation B 1997 som följdes av Fallet Sandemann och Hjärnmänniskan.
Som essäist har Håkansson skrivit om författare som William Beckford, Witold Gombrowicz, Mickey Spillane, Peter Weiss och Jorge Luis Borges. Hon medverkar regelbundet med essäer och kritik i Sydsvenska Dagbladet, tidskriften Respons och Sveriges Radio.
År 2001 arrangerade Håkansson tillsammans med Carl-Michael Edenborg och Richard Herold den första Textmässan för oberoende bokförlag och tidskrifter. Håkansson var under 2008 initiativtagare till och programansvarig för den internationella författarkongressen WALTIC i Stockholm.
Håkansson har även varit viceordförande i Sveriges Författarförbund.

## Priser och utmärkelser
- 2008 – Albert Bonniers stipendiefond för yngre och nyare författare
- 2003 - Nominerad till Sveriges Radios romanpris
- 2008 - Nominerad til Sveriges Radios romanpris